# Sluseholmen Skole
Sluseholmen Skole er en folkeskole på Sluseholmen i Københavns Sydhavn, der blev indviet i januar 2024.
Skolen er tegnet af JJW Arkitekter og Thing Brandt Landskab og blev opført af BAM Danmark. Den er opført i fem etager, der har et samlet areal på 12.500 kvadratmeter.
Skolen har plads til 840 elever på tre spor.
Sluseholmen Skole lægger vægt på natur og miljø i undervisningen, blandt andet ved at eleverne undersøger plante- og dyrelivet på Amager Fælled og arbejder aktivt ved vandet.